# Вертикальное сейсмическое профилирование

Принципиальная схема методики ВСП

Вертикальное сейсмическое профилирование — разновидность 2D-сейсморазведки, при проведении которой один из двух элементов (источник или приёмник сейсмических волн) располагается на поверхности, а другой элемент помещается в пробурённую скважину.

## История
Впервые идея расположить сейсмоприёмники в пробурённой скважине была высказана Р. Фессенденом в 1918 году. Основоположником и создателем технологии этого метода в том виде, в каком он используется сегодня, является советский учёный Е. И. Гальперин, разрабатывавший эту тематику в СССР, начиная с начала 60-х годов XX века.

## Основная методика наблюдений

Принципиальная схема скважинного зонда для проведения ВСП

Перед проведением ВСП должна быть пробурена или выбрана из существующих подходящая скважина. Затем по бокам этой скважины, в какой-то одной плоскости, к которой принадлежит ось ствола скважины, размещаются источники сейсмических волн (вибраторы или взрывчатые вещества), а в скважине располагаются высокочувствительные приёмники сейсмических колебаний, связанные каротажным кабелем с наземной сейсмостанцией. Затем происходит серия взрывов и регистрация сейсмических волн.

## Используемое оборудование
Оборудование, используемое при проведении вертикального сейсмического профилирования, состоит из двух основных компонентов: наземной сейсмостанции и блока скважинных приборов. Принципиально оно ничем не отличается от обычного оборудования для проведения наземной 2D-сейсморазведки, кроме одной детали: скважинные зонды существенно усложнены из-за того, что они должны выдерживать повышенную температуру и давление, существующие на глубинах порядка нескольких километров. Мировым лидером в производстве оборудования ВСП в настоящий момент является фирма Sercel.

## Последовательность обработки данных
Граф обработки данных ВСП с ближнего пункта возбуждения (квазивертикальное распространение волн) выглядит примерно следующим образом а именно так:
- редакция и предварительная обработка;
- регулировка амплитуд и фильтрация;
- разделение волн и подавление помех;
- деконволюция по форме падающей волны;
- построение трассы коридорного суммирования.

При обработке данных ВСП с удалённых пунктов возбуждения граф обработки включает:
- подбор модели среды по разным типам волн;
- построение изображения околоскважинного пространства с помощью миграции или преобразования ВСП-ОГТ.

## Преимущества и недостатки метода
По сравнению с наземной сейсморазведкой (2D/3D), этот метод обладает следующими преимуществами:
- практически полностью устранено влияние на сейсмограмму поверхностных волн, так как сейсмоприёмники обычно расположены ниже области их регистрации;
- первые вступления на сейсмограмме дают первое приближение истинной кинематической модели среды;
- возможность точной увязки данных ГИС с данными наземной сейсморазведки;
- сигнал от возбуждения наблюдается в среде, а не на поверхности, что позволяет оценить и учесть его форму, что раскрывает дальнейшее развитие метода совместно с наземной сейсморазведкой (2D/3D) в сторону совместных систем наблюдения 2D/3D+ВСП.

К недостаткам метода следует отнести:
- необходимость дорогостоящего бурения скважины;
- ограниченность изучаемого пространства околоскважинной областью;
- несимметричность системы наблюдения (приёмники расположены в скважине, источники возбуждения — на поверхности), усложняющая анализ и обработку сейсмограмм.